# 长瓣钗子股
长瓣钗子股（学名：Luisia filiformis）为兰科钗子股属下的一个种。

## 扩展阅读
- 維基物種上的相關：长瓣钗子股